# Ruta Nacional 34
Die Ruta Nacional 34 ist eine argentinische Fernstraße. Sie verbindet Rosario in der Provinz Santa Fe mit der Grenzstadt zu Bolivien, Profesor Salvador Mazza (auch Pocitos genannt) in der Provinz Salta. Sie ist 1488 km lang und vollständig asphaltiert.

## Bau
Schon in den 1970er Jahren war die Straße, mit Ausnahme eines Stücks zwischen Santiago del Estero und Salta, asphaltiert. Der Verkehr zwischen diesen beiden Städten wurde daher zum Großteil von der Ruta Nacional 9 aufgenommen. Die Arbeiten am fehlenden Teilstück wurden Ende 2000 beendet.
Seit 2005 wird ein Teilstück in der Umgebung der Stadt Rafaela zu einer autobahnähnlichen Schnellstraße ausgebaut, um das Zentrum dieser Stadt zu entlasten.

## Verlauf
Die Straße beginnt an der A008, der Umgehungsautobahn von Rosario. Nach der Durchquerung der Städte Cañada Rosquín, Rafaela und Sunchales wird kurz hinter Ceres die Provinz Santiago del Estero erreicht (km 399). Hinter La Banda, einem Vorort der Provinzhauptstadt Santiago del Estero, verläuft sie parallel zur in diesem Gebiet deutlich stärker befahrenen Ruta Nacional 9, überquert die Provinzgrenze von Tucumán (km 912) und passiert die Provinzhauptstadt San Miguel de Tucumán in etwa 60 km Abstand. Nach dem Übertritt in die Provinz Salta vereinigt sie sich mit dieser Fernstraße in Rosario de la Frontera (km 999).
Sie passiert Metán und spaltet sich in General Güemes wieder von der Ruta Nacional 9 ab. Ein kurzes Stück verläuft durch die Provinz Jujuy (km 1150 bis 1243), wobei die Städte San Pedro und Libertador General San Martín durchquert werden. Kurz danach kehrt sie wieder die Provinz Salta zurück. Nach Pichanal, Embarcación und Tartagal wird Profesor Salvador Mazza nach 1488 Kilometern erreicht.
In Bolivien wird die Verbindung durch die Ruta 9 nach Santa Cruz de la Sierra fortgesetzt.